# SK1968
SK1968 – duński klub szachowy z siedzibą w Aarhus.

## Historia
Klub został założony jesienią 1968 roku przez dziesięciu byłych zawodników Nordre SK. Pierwszym prezesem klubu został Anders Berggren. W pierwszym sezonie klub awansował do 3. division, a w 1970 roku – do 2. division. W sezonie 1978/1979 uzyskano awans do 1. division. W latach 1980–1981 klub zajmował czwarte miejsce w lidze, jednak w sezonie 1981/1982 był siódmy i spadł do 2. division. Rok później szachiści klubu ponownie awansowali do 1. division, gdzie występowali przez jeden sezon, po czym spadli. W 1. division klub występował jeszcze w sezonach 1986/1987, 1988/1989, 1991/1992 i 1993/1994. Ponowny awans do 1. division uzyskano w 2000 roku. W sezonie 2000/2001 szachiści klubu uzyskali trzecie miejsce w mistrzostwach Danii. W 2002 roku zajęto czwarte miejsce, a rok później – piąte. W sezonie 2003/2004 klub ponownie zajął trzecią pozycję w lidze. W 2005 roku SK1968 zdobył wicemistrzostwo kraju, a rok później – czwarte miejsce. W sezonie 2006/2007 szachiści klubu zajęli dziewiątą pozycję, co oznaczało spadek z najwyższej duńskiej klasy rozgrywkowej. W 2008 roku SK1968 wrócił do Skakligaen. W 2014 roku nastąpił kolejny spadek z ligi, a dwa lata później – powtórny awans. W 2019 roku klub ponownie spadł ze Skakligaen. W 2021 roku zespół uzyskał awans do Skakligaen i w sezonie 2021/2022 zajął czwarte miejsce. W 2024 roku szachiści klubu zajęli dziewiąte, spadkowe miejsce w lidze.